# Ledenika-barlang
A Ledenika-barlang (bolgárul: Леденика) Bulgáriában, a Balkán-hegységben található, Vratsa városától 16 kilométerre. A barlang a Vratsai-Balkán Nemzeti Parkban (bolgárul: Природен парк „Врачански Балкан“) van, bejárata 840 méterrel a tenger szintje felett nyílik. A Ledenika-barlang kréta korú mészkőben alakult ki, vélhetően a pliocén kor végén. Híres cseppkőképződményeiről, álló- és függőcseppköveiről. A barlang neve arra a jégre utal, ami telente a barlang bejárati szakaszán felhalmozódik, ilyenkor a barlangnak ezen a szakaszán fagypont alá csökken a hőmérséklet. 
A Ledenika-barlangot az emberek már az oszmán hódoltság időszakában is ismerték. A bolgár pásztorok a tejet tárolták a jéghideg barlangban. Később selyemhernyógubók tárolására is szolgált. Tudományos kutatása az 1920-as évektől indult meg. Ekkoriban a terület egy Csomakov nevű ember birtoka volt, aki a barlang körüli 100 hektáros területet nagyvonalúan a vratsai Veszlec Turistaegyesületnek ajándékozta. A Ledenika-barlang modern kiépítésére azonban egészen 1961-ig kellett várni. Ettől kezdve Bulgária egyik legnépszerűbb turisztikai barlangjává vált, az 1980-as években 100 ezer látogatót vonzott évente. Népszerűségére jó példa, hogy az Antarktiszi-félszigeten hegycsúcsot neveztek el a barlangról. 
A barlangban látványos cseppkőképződmények borítják a falakat és a mennyezetet, ezek mellett a hely egyedi látnivalója a jégcsapok tömege, amelyek a bejárat közelében lévő temekben képződnek november és május között. 
A barlang bejárata egy uvala alján nyilik. A bejárat közelében a barlangban télen mínusz 7 Celsius-fok van, nyáron viszont 15 fok is lehet. A barlang belső részein 8 Celsius-fok uralkodik. A Ledenika-barlang hossza 320 méter, a színtkülönbség benne 37 méter. Nevezetesebb termei a következők: Az Előcsarnok, itt figyelhető meg a jegesedés. A Körcsarnok, 21 méter hosszú, 17 méter széles és 5 méter magas, még itt is képződnek jégcsapok. A Koncertterem, 60 méter hosszú, 45 méter széles és 23 méter magas. Ebben a teremben sok cseppkőképződmény figyelhető meg, pl. a Krokodil, a Télapó, a Vasorrú-bába háza, a Sólyom, az Óriásfej. A Koncertterem mellett van egy „mágikus” tavacska, a legenda szerint aki a vízbe meríti a kezét, annak teljesül a kívánsága. A Nagy- és a Kis-termet vashídak kötik össze. A Fehér-teremben ugyancsak érdekes cseppkövek vannak, pl. Óriásnő, Elefánt, Cseppkőlány, stb. A barlang vége és a legmagasabb pontja, a Hetedik-mennybolt. 
A barlangban kevés denevér pihen, a tömeges látogatás nem kedvez nekik, zavarja őket. 
A barlang csak túrázásra alkalmas ruhában és cipőben látogatható.

## Fordítás
- Ez a szócikk részben vagy egészben  a(z)   Леденика című bolgár Wikipédia-szócikk fordításán alapul.  Az eredeti cikk szerkesztőit annak laptörténete sorolja fel. Ez a jelzés csupán a megfogalmazás eredetét és a szerzői jogokat jelzi, nem szolgál a cikkben szereplő információk forrásmegjelöléseként.